# Hamza Kaschgari
Hamza Kaschgari (auch Hamsa Kaschghari, arabisch حمزة كاشغري, DMG Ḥamza Kāšġarī; vollständiger Name: Hamza Kaschgari Muhammad Nadchib; * 1989) ist ein saudischer Autor und ehemaliger Kolumnist der Tageszeitung al-Bilad. Er wurde weltweit bekannt, nachdem er wegen drei islamkritischen Tweets am 12. Februar 2012 von Malaysia an Saudi-Arabien ausgeliefert wurde. Er wurde dort ohne Prozess bis Ende Oktober 2013 inhaftiert. 

## Politisches Engagement
Kaschgari hat öffentlich den so genannten arabischen Frühling unterstützt und war nach Angaben der malaysischen NGO Lawyers for Liberty aktiv in einer Gruppe zur Unterstützung des arabischen Frühlings.
Als Hunderte Menschen am 29. Januar 2011 in Dschidda gegen die schlechte Infrastruktur protestierten, wobei elf Menschen starben, kritisierte Kaschgari die Reaktion der Behörden in seinem öffentlichen Schreiben für al-Bilad.
Kaschgari wurde weltweit bekannt, nachdem er im Februar 2012 drei islamkritische Äußerungen veröffentlichte, und anschließend nach Malaysia flüchtete, von wo er wieder an Saudi-Arabien ausgeliefert wurde. Kaschgari hatte am 4. Februar 2012, an Mawlid an-Nabi, einem muslimischen Feiertag zu Ehren des islamischen Propheten Mohammed, seinen Standpunkt zu dem Religionsstifter in drei Tweets dargelegt.
In den Einträgen heißt es:
- „An deinem Geburtstag werde ich sagen, dass ich den Revolutionär in dir liebte, der mich immer inspirierte. Aber ich mag den Heiligenschein nicht. Ich bete dich nicht an.“[1]
- "An Deinem Geburtstag sehe ich Dich, wo auch immer ich hinschaue. Ich habe bestimmte Aspekte von Dir geliebt, andere gehasst und viele nicht verstanden."
- "An Deinem Geburtstag werde ich mich nicht vor Dir verbeugen und nicht Deine Hand küssen. Stattdessen werde ich sie schütteln, wie Gleichgestellte es tun. Und ich werde Dich anlächeln, wie Du mich anlächelst. Ich werde zu Dir wie zu einem Freund sprechen und nicht anders."[2]

Kaschgaris fiktives Gespräch mit dem Propheten rief eine Protestwelle hervor. Nachdem ein hochrangiges Komitee islamischer Geistlicher ihn zum „Ungläubigen“ erklärt hatte, floh Kaschgari nach Malaysia, wo er bei seiner Ankunft am Flughafen von Kuala Lumpur – angeblich aufgrund eines von Interpol ausgestellten Haftbefehls – festgenommen und ohne Gerichtsverfahren an seine Heimat ausgeliefert wurde. Trotz des Widerstands von Menschenrechtsorganisationen und Anwälten kamen die malaysischen Behörden einem Aufschub der Abschiebung zuvor, offenbar um Saudi-Arabien gefällig zu sein.
Interpols Rolle bei der Verhaftung Kaschgaris wurde von der britischen Nichtregierungsorganisation „Fair Trials International“ als Missbrauch von Befugnissen kritisiert: Interpol habe das Menschenrecht auf freie Meinungsäußerung zu respektieren und sich jedes Engagements bei politischen oder religiösen Fällen zu enthalten. Interpol seinerseits bestritt, einen Haftbefehl erlassen zu haben. Im Falle einer sogenannten „roten Mitteilung“ (Festnahme mit dem Ziel der Auslieferung) prüfe eine unabhängige interne Kontrollkommission, ob das Ersuchen gegen das Nichteinmischungsgebot in politische und religiöse Fragen verstoße.
Hamza Kaschgari wurde für diese drei Einträge von den saudischen Behörden ohne Prozess für fast zwei Jahre eingesperrt.
Über die sozialen Netzwerke Facebook und Twitter hatten tausende muslimische Nutzer die Bestrafung und den Tod Kaschgaris gefordert.
Der ägyptische Großmufti Ali Gomaa hat Hamsa Kaschgari gegenüber seinen Kritikern in Schutz genommen und zum Dialog über die Möglichkeiten, die soziale Netzwerke bieten, aufgerufen.
Amnesty international und Facebook-Gruppen hatten versucht, die Verurteilung Kaschgaris mit weltweiten öffentlichen Protesten und Petitionen zu verhindern.
Die Europäische Union verurteilte seine Abschiebung ebenfalls und forderte alle Maßnahmen zu ergreifen, die zu einem positiven Ergebnis führten. Ende Oktober 2013 wurde Kaschgari aus dem Gefängnis entlassen.